# Light of a Clear Blue Morning
"Light of a Clear Blue Morning" är en sång skriven av Dolly Parton och inspelad av henne på albumet New Harvest - First Gathering 1977, och den blev en 20-i-topp-hit inom countryn. Dolly Parton har i flera intervjuer genom åren berättat att sång skrevs efter att hon slutat sjunga med Porter Wagoner. (Dolly Parton lämnade Porter Wagoners band 1974, för att hennes karriär skulle närma sig den så kallade mainstreampopen. Enligt boken Dolly av Alanna Nash från 1978 skrevs "Light of a Clear Blue Morning" då Dolly Parton kände som om "molnen försvann".
Den släpptes som singel från albumet New Harvest - First Gathering i februari 1977, och sången missade tio-i-topp på USA:s countrylistor, med placeringen #11.
Dolly Parton gjorde en nyinspelning 1992 till filmen Ärligt talat; och ändrade här sångtexten i andra versen. En tredje inspelning låg på Partons album For God and Country 2004.

## Listplaceringar
| Lista (1977)                              | Topplacering |
| ----------------------------------------- | ------------ |
| Amerikanska Billboard Hot Country Singles | 11           |
| Amerikanska Billboard Hot 100             | 87           |
| Kanadensiska RPM Country Tracks           | 4            |